# ودي براون
ودي براون (بالإنجليزية: Woody Brown)‏ هو متركمج أمريكي، ولد في 1912، وتوفي في 2008.

## وصلات خارجية
- ودي براون على موقع EncyclopediaOfSurfing.com (الإنجليزية)